# Friedrich von Waldburg-Wolfegg-Waldsee

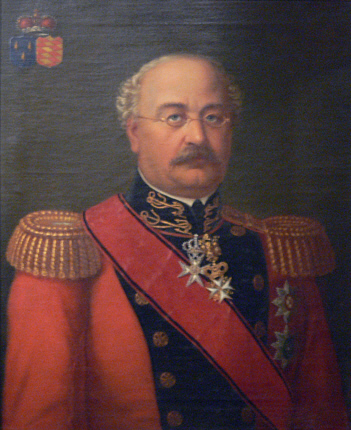
Fürst Friedrich von Waldburg-Wolfegg-Waldsee (1808–1871), Ölgemälde von Alois Fraidel (1835–1914) im Schloss Wolfegg

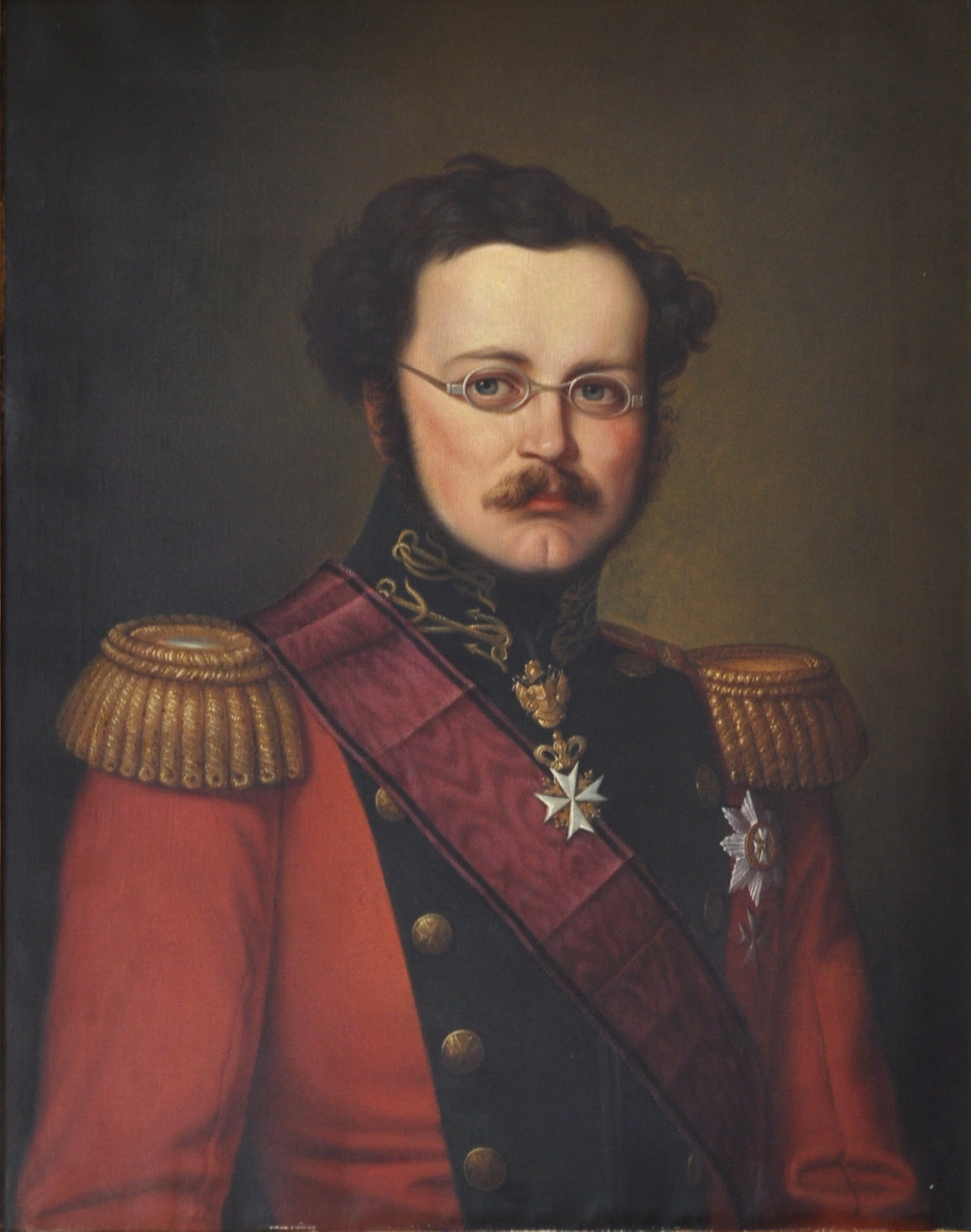
Portrait Friedrich von Waldburg-Wolfegg-Waldsee

Friedrich Fürst von Waldburg zu Wolfegg und Waldsee (* 13. August 1808 in Waldsee; † 22. April 1871 in Wolfegg) war ein Standesherr  im Königreich Württemberg. Er entstammte der Linie Waldburg-Wolfegg-Waldsee des katholischen Adelsgeschlechts der Truchsesse von Waldburg in Oberschwaben.

## Leben und Wirken

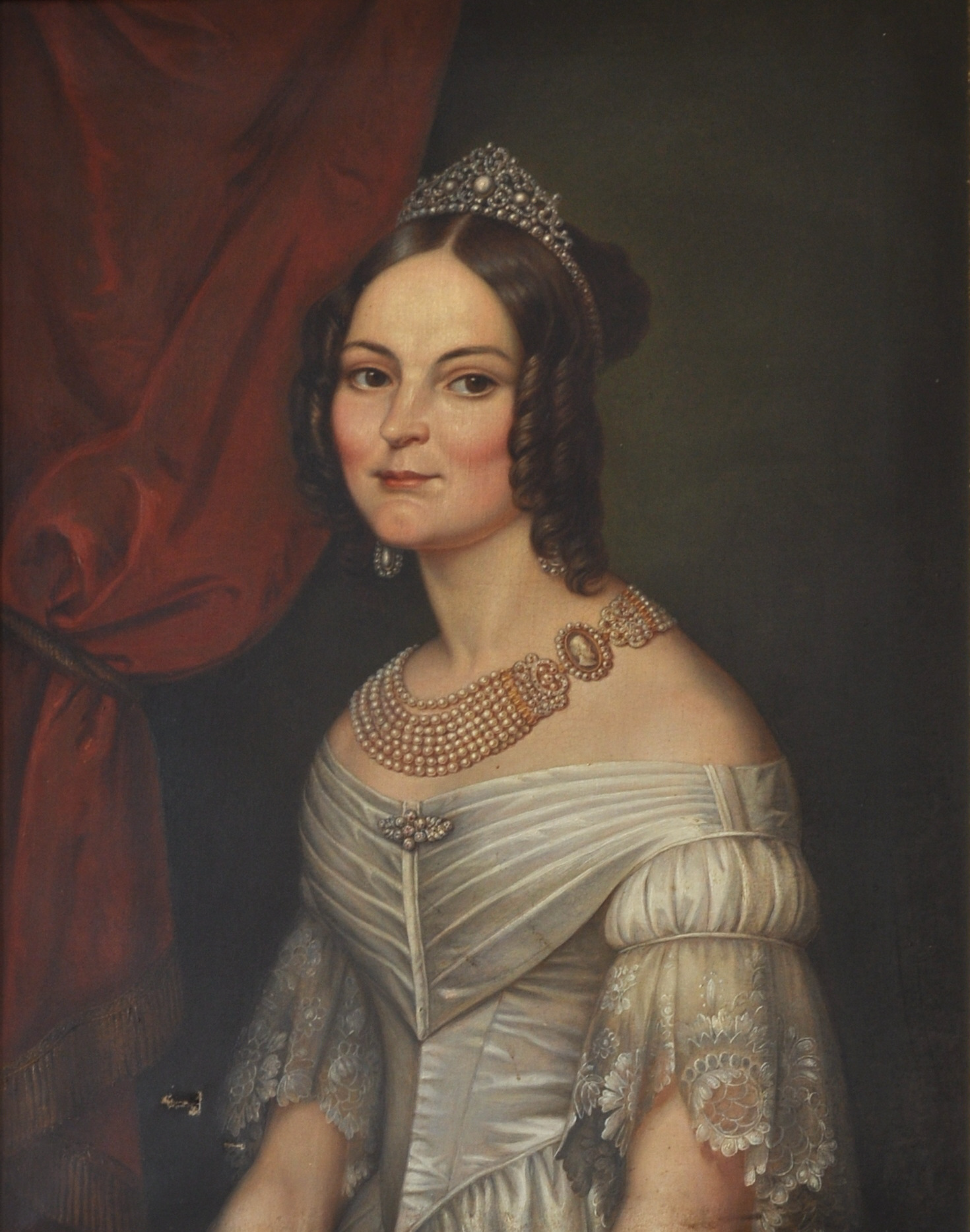
Porträt Elisabeth von Königsegg-Aulendorf (1812–1886), Ehefrau des Friedrich Fürst zu Waldburg-Wolfegg und Waldsee (1808–1871)

Erbgraf Friedrich war der Sohn des Fürsten Joseph Anton von Waldburg-Wolfegg-Waldsee (* 1766; † 1833) und der Fürstin Maria Josepha (* 1770; † 1848), geborene Gräfin von Fugger-Babenhausen. 1833 trat er nach dem Tod seines Vaters als zweiter Fürst zu Waldburg-Wolfegg-Waldsee in die württembergische Kammer der Standesherren ein. Im Gegensatz zu Constantin von Waldburg-Zeil war Fürst Friedrich jedoch wenig an der aktiven Gestaltung von Politik auf Landesebene interessiert. Hingegen war er in der engeren Heimat bei Land und Leuten sehr beliebt. Er engagierte sich im Schützenwesen und gehörte 1855 in Ravensburg zu den Gründungsmitgliedern des Oberschwäbischen Schützenvereins. 
Die 1847 vollzogene Bauernbefreiung führte ihn zu der Auffassung, dass der Adel zukünftig seine Macht allein mit Grundbesitz und Kapitalvermögen erhalten könne. Seine Leidenschaft gehörte der Jagd, so dass er den mit der Märzrevolution verbundenen Verlust des Jagdprivilegs als besondere Bedrohung seines Selbstverständnisses als Standesherr empfand. Von 1848 bis 1849 und von 1852 bis 1870 war er Vizepräsident der Ersten Kammer des Landtags in Stuttgart. Damit waren eher repräsentative Funktionen verbunden.
Friedrich von Waldburg-Wolfegg-Waldsee wurde 1843 mit dem Großkreuz des Ordens der Württembergischen Krone ausgezeichnet.

## Ehe und Nachkommen
Fürst Friedrich heiratete am 10. Oktober 1832 in Aulendorf Elisabeth Gräfin von Königsegg-Aulendorf (* 14. April 1812 in Budapest; † 29. Mai 1886 in Zeil). Elisabeth war das älteste Kind des Grafen Franz Xavier Karl von Königsegg-Aulendorf (1787–1863) und Gräfin Maria Anna Josepha Károlyi de Nagykároly (1793–1825). Friedrich und Elisabeth hatten fünf Kinder:
- Franz (* 11. September 1833; Wolfegg; † 14. Dezember 1906 in Waldsee). Am 19. April 1860 heirateten in München Erbgraf Franz und Sophie Leopoldine Ludovica von Arco-Zinneberg (* 14. November 1836 in Zeil; † 21. Dezember 1909 in Wolfegg).
- Maria Anna (* 22. Juli 1834 in Wolfegg; † 27. November 1834 in Wolfegg).
- August (* 7. Juli 1838 in Wolfegg; † 11. August 1896 in Wolfegg).
- Maria Josepha (* 20. April 1840 in Wolfegg; † 11. Mai 1885 in Wolfegg). Am 24. Februar 1860 heirateten in Wolfegg Gräfin Maria und Wilhelm von Waldburg-Zeil (* 26. November 1835 in Neutrauchburg; † 20. Juli 1906 in Schloss Zeil).
- Gebhard (* 17. September 1841 in Wolfegg; † 2. August 1912 in Wolfegg).[3]